# Myriopholis cairi
Myriopholis cairi là một loài rắn trong họ Leptotyphlopidae. Loài này được Duméril & Bibron mô tả khoa học đầu tiên năm 1844.